# Scott (hrabstwo Monroe)
Scott – miasto w Stanach Zjednoczonych, w stanie Wisconsin, w hrabstwie Monroe.